# Giovanni Giacometti

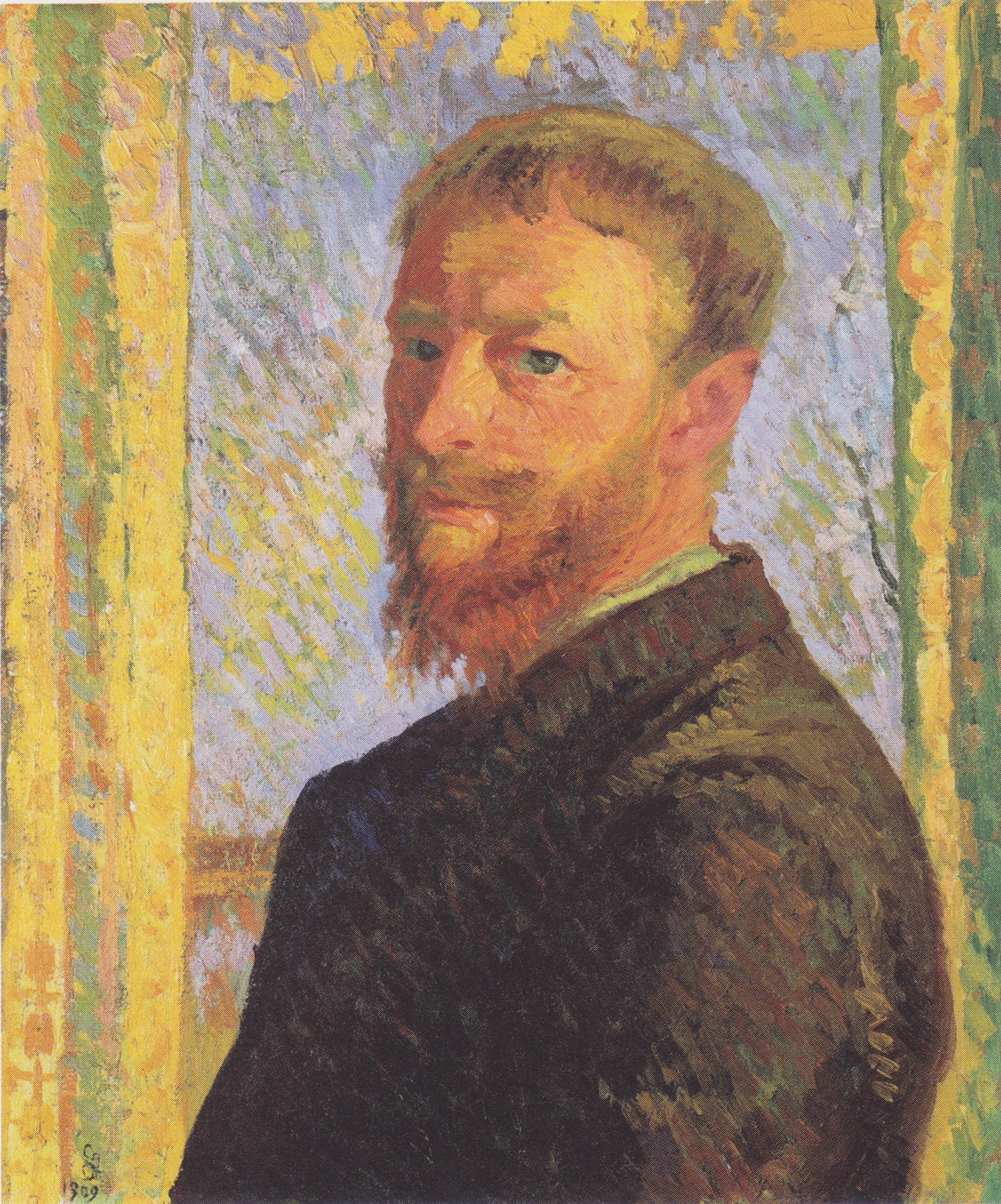
Selbstportrait, 1909/10, Kunstmuseum Winterthur

Giovanni Giacometti (* 7. März 1868 in Stampa, Kanton Graubünden; † 25. Juni 1933 in Glion, Kanton Waadt; heimatberechtigt in Stampa) war ein Schweizer Maler und Grafiker. Er führte zusammen mit seinem Freund, dem Maler Cuno Amiet, den Malstil des Post-Impressionismus in die Schweizer Kunst ein.

## Leben

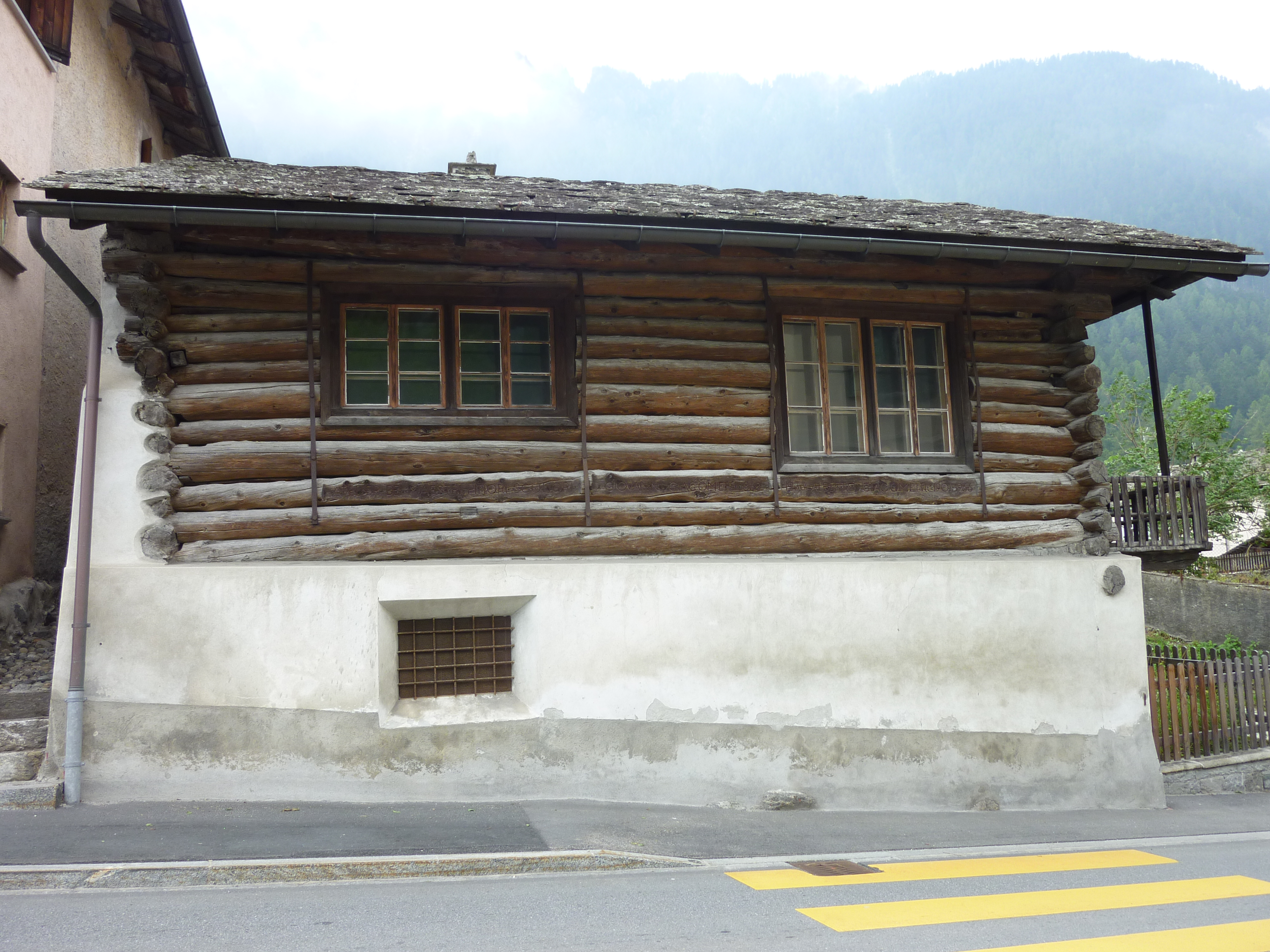
Atelier Giacometti in Stampa, Inschrift auf dem drittuntersten Balken

Giovanni Giacometti war das vierte von acht Kindern des Ehepaares Alberto und Caterina Ottilia Giacometti-Santi; Augusto Giacometti war sein Cousin. Er wuchs in Stampa, im italienischsprachigen Teil des Kantons Graubünden auf und studierte von 1886 bis 1887 in München sowie von 1888 bis 1891 zusammen mit Cuno Amiet und Andrea Robbi bei William Adolphe Bouguereau und Joseph Nicolas Robert-Fleury an der Académie Julian in Paris. Beeinflusst wurde er von den Fauves, Cuno Amiet, Paul Cézanne, Vincent van Gogh und zu Beginn seiner künstlerischen Laufbahn besonders von Giovanni Segantini, der ihn ab 1894 in Maloja förderte. Um 1900 löste er sich von der divisionistischen Malweise Segantinis und begann, den post-impressionistischen Stil der französischen Malerei zu übernehmen.
Giacometti heiratete im Jahr 1900 Annetta, geborene Stampa (1871–1964); die gemeinsamen Kinder waren Alberto, Diego, Ottilia (1904–1937, verheiratet mit Francis Berthoud) und Bruno Giacometti. Bis 1904 lebte die Familie in dem Bergdorf Borgonovo im Bergell; sie zog danach ins nahe gelegene Stampa in ein Haus, dessen Stall Giovanni Giacometti als Atelier nutzte. Den Sommer verbrachte die Familie regelmässig in Capolago bei Maloja. Im Jahr 1908 erhielt Giacometti eine Einladung, gemeinsam mit den Künstlern der Künstlergruppe Brücke in Dresden auszustellen. In den Jahren 1906 bis 1911 malte er im expressiven Stil. Im Jahr 1912 hatte er eine Ausstellung im Kunsthaus Zürich.

## Werk
Giacomettis Werk besteht aus impressionistischer Landschaftsmalerei und Porträts seiner Familie sowie benachbarter Persönlichkeiten wie etwa der Malerin Elvezia Michel-Baldini. Teilweise sind seine Gemälde auch im Stil des Symbolismus gehalten. Seine Werke sind in den meisten Schweizer Museen vertreten.

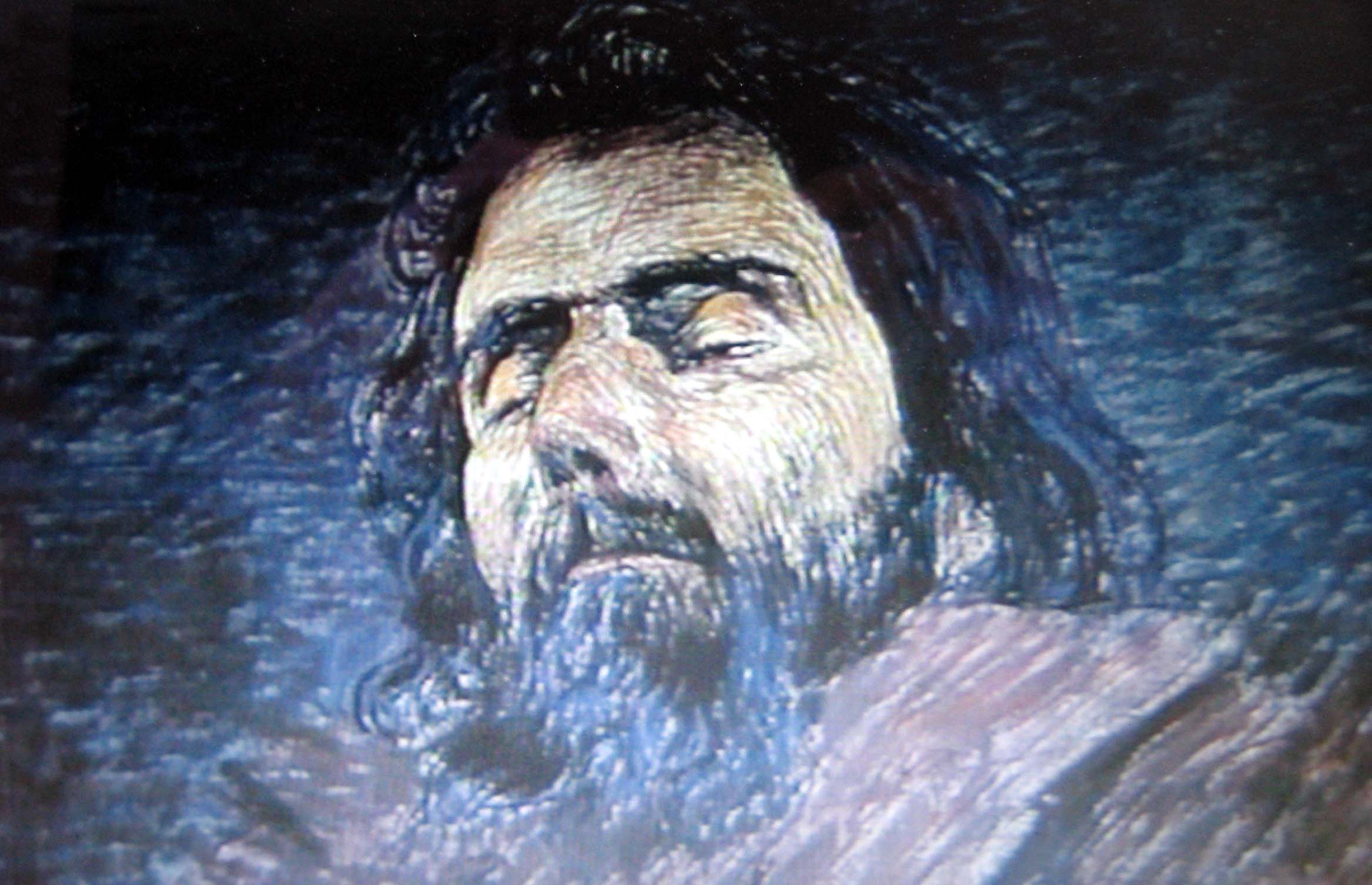
Segantini auf dem Totenbett, 1899
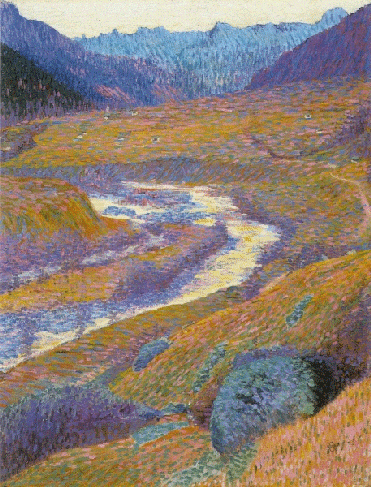
Herbstabend, 1903
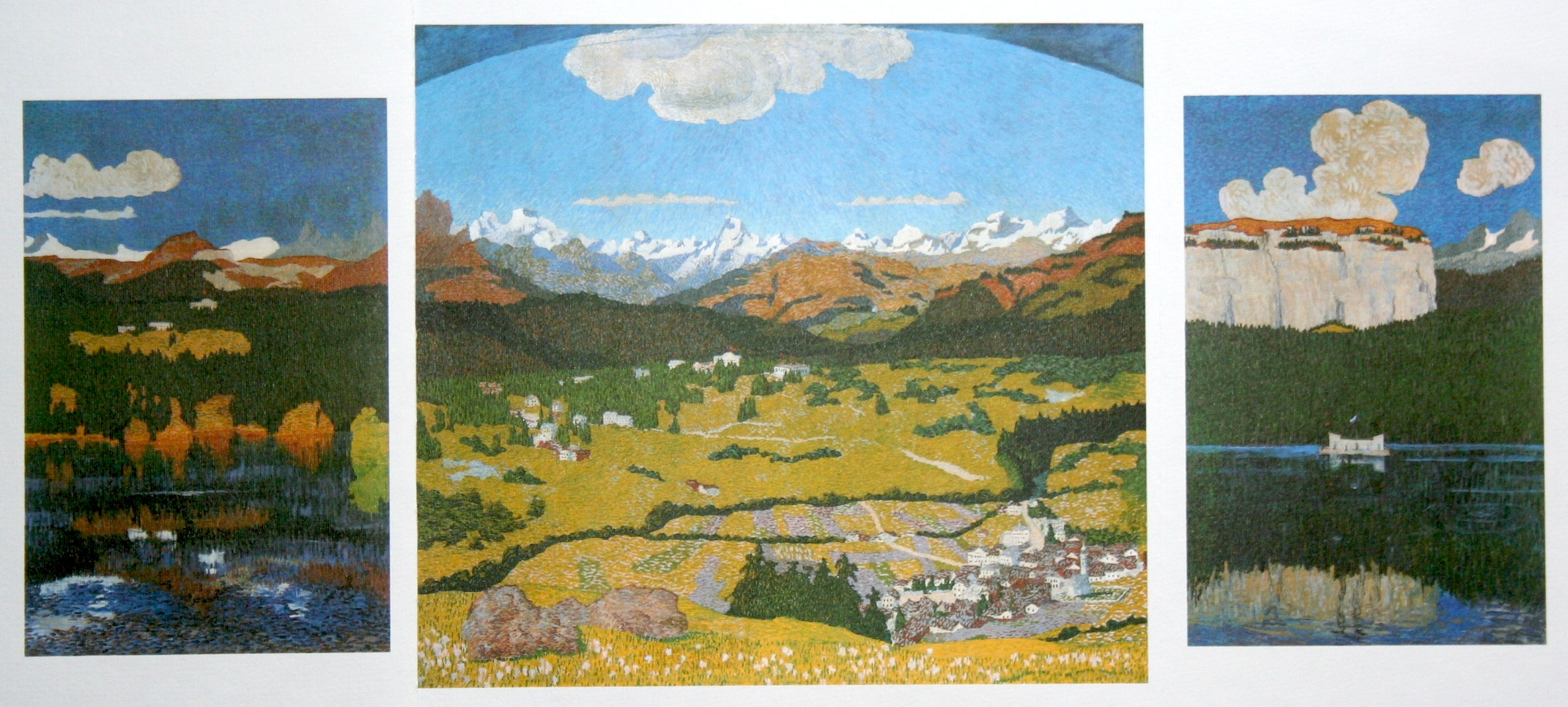
Flimser Panorama, 1904
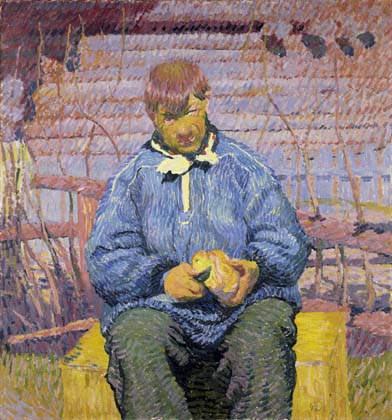
Das Brot, 1908
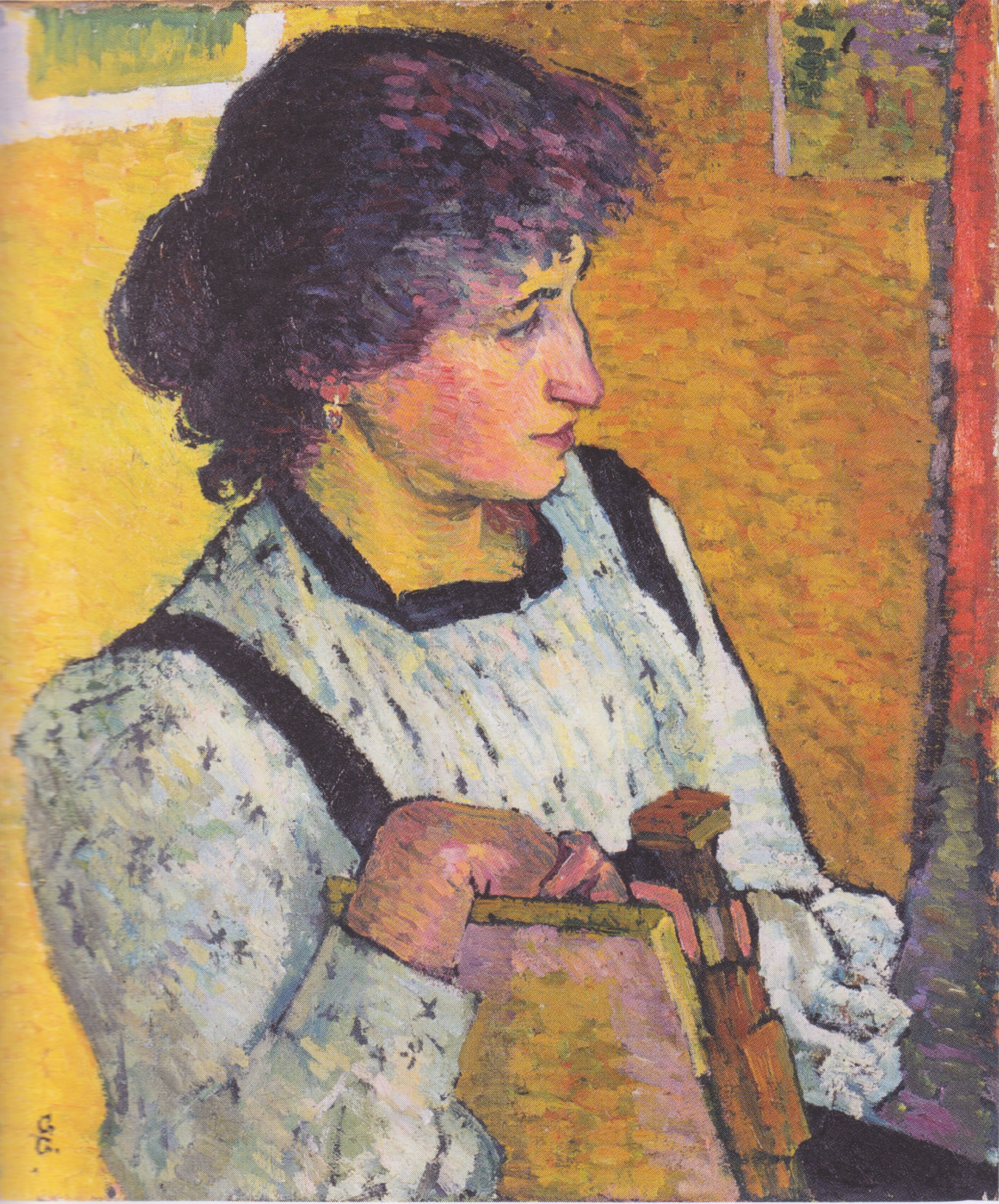
Portrait Annetta Giacometti, 1911
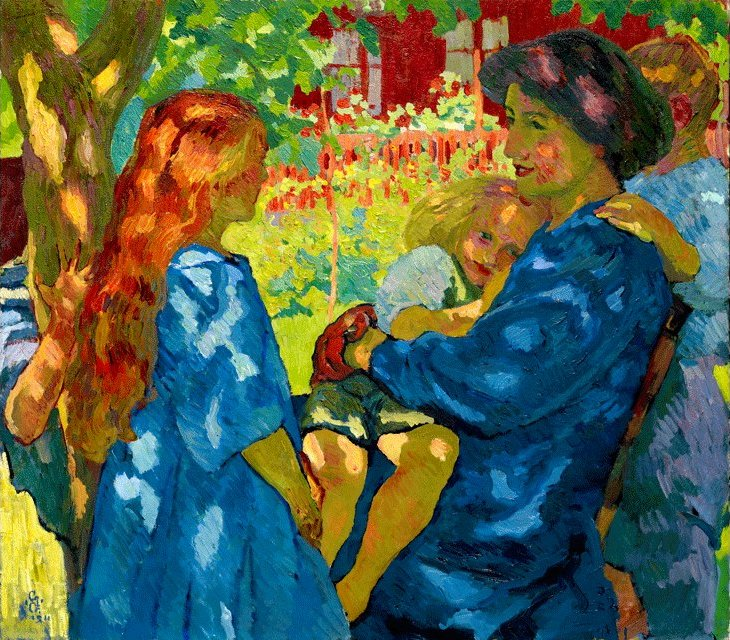
Familienportrait unter dem Holunderbaum, 1911
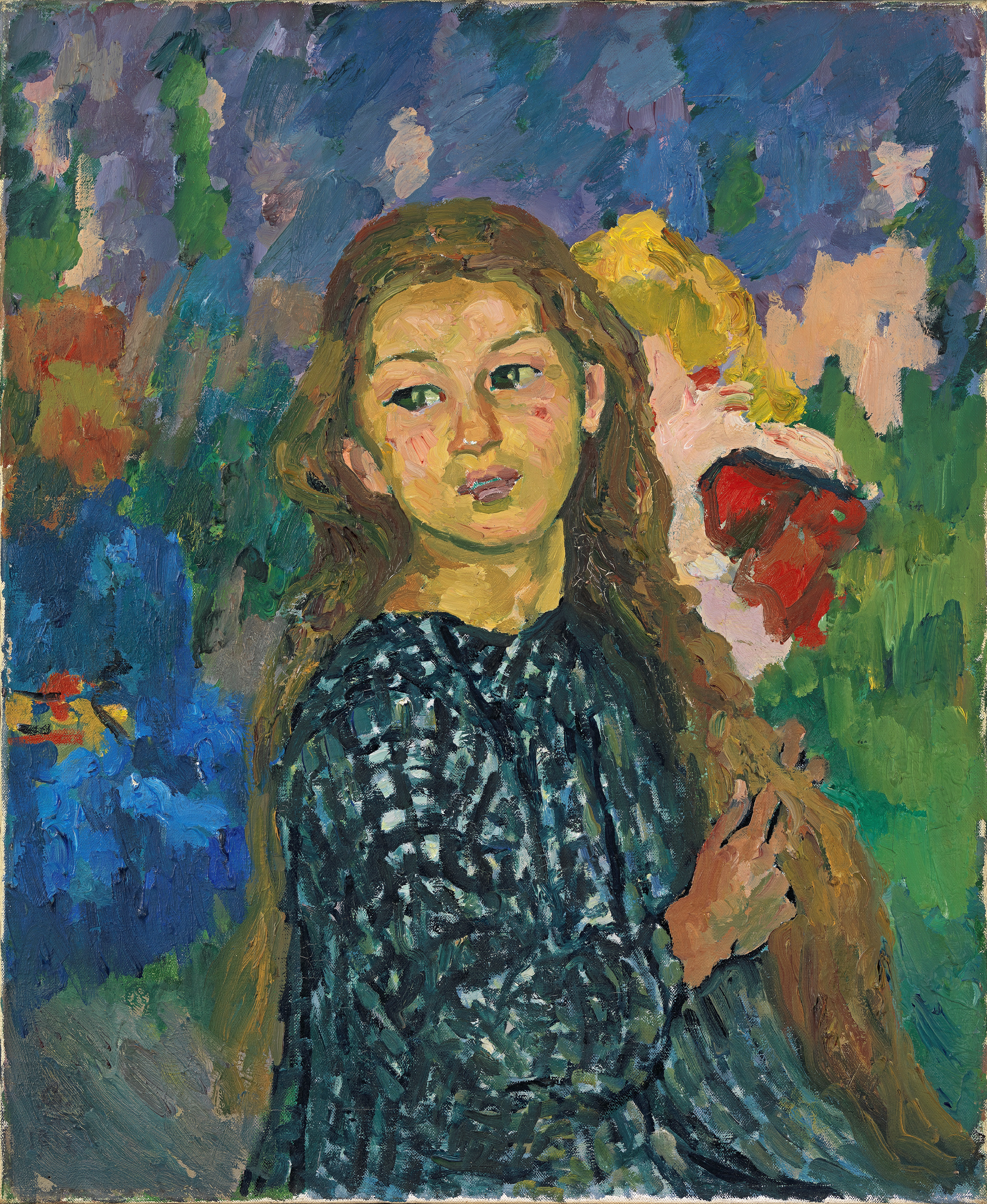
Portrait Ottilia Giacometti, 1912
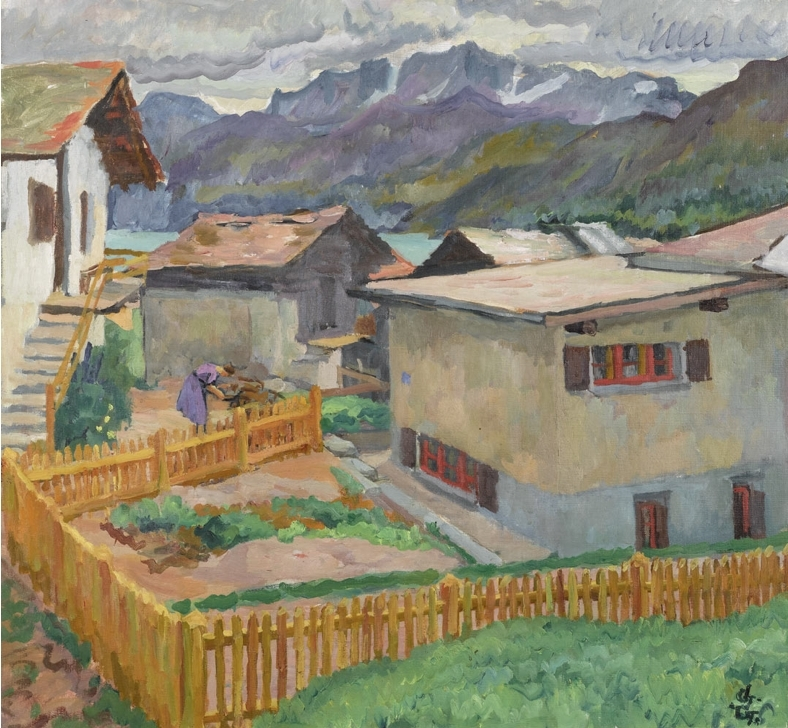
Capolago mit Blick auf den Corvatsch, um 1926
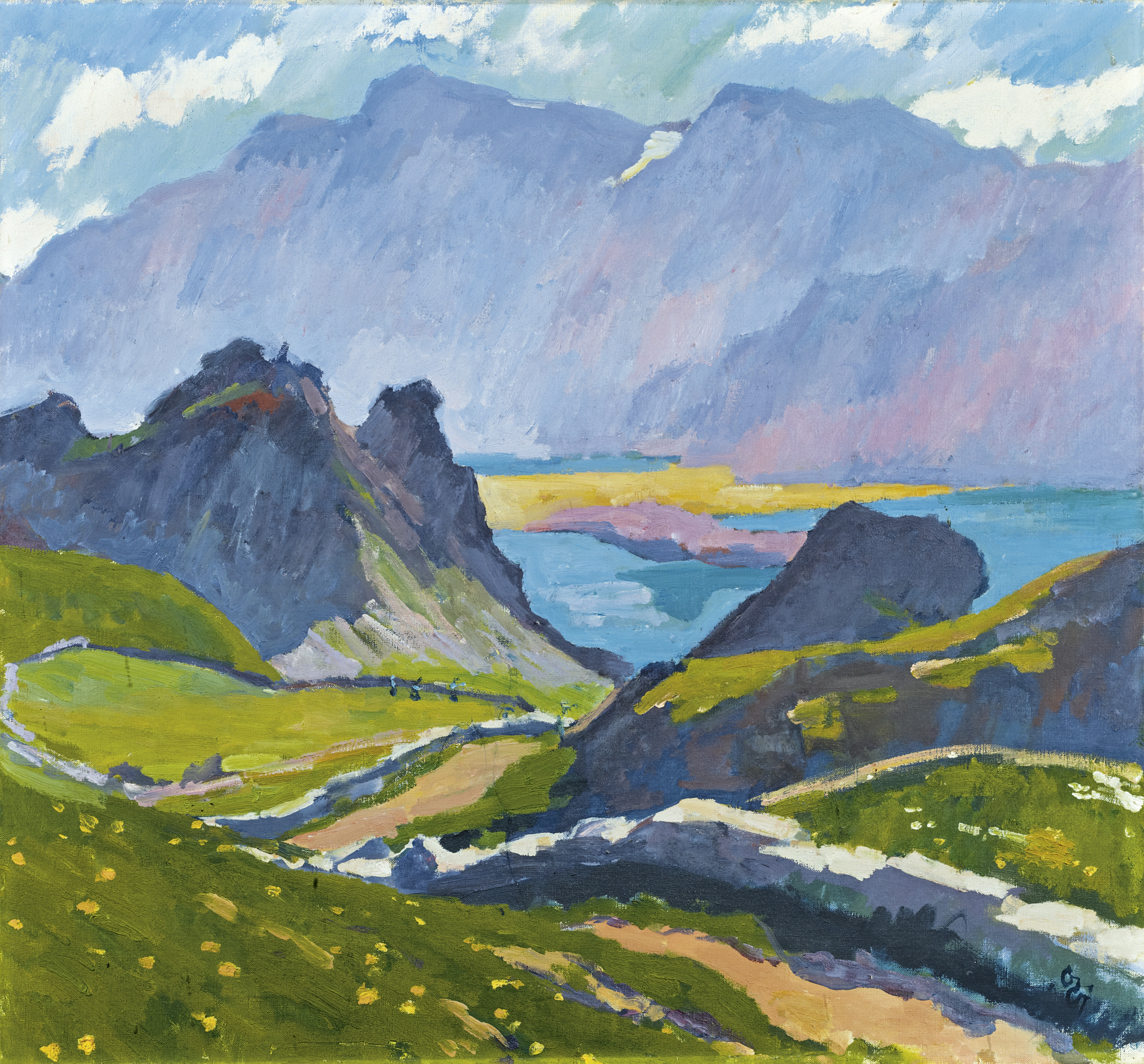
Grevasalvas, 1927
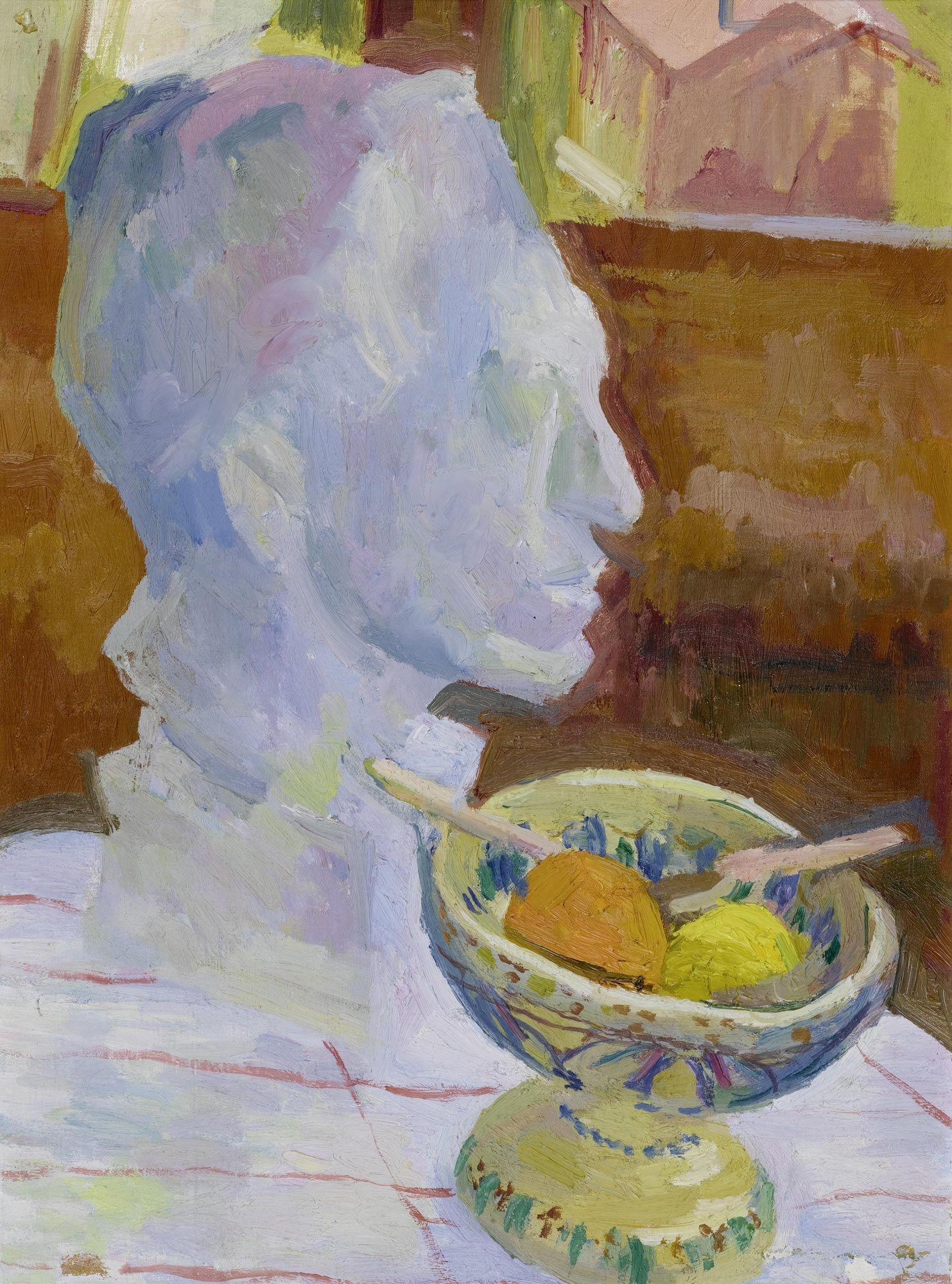
Stillleben mit Plastik (Bildnis Alberto Giacometti), 1929

## Dokumentarfilm
Im Oktober 2023 kam der Film «I Giacometti» (dt. «Die Giacomettis») unter der Regie von Susanna Fanzun in die Kinos. Die filmische Dokumentation zeigt die Familie Giacometti mit Vater Giovanni und Mutter Annetta sowie den Kindern Alberto, Diego, Ottilia und Bruno. Der Dokumentarfilm folgt den Biografien der einzelnen Familienmitglieder und stellt sich die Frage nach der Quelle künstlerischer Kreativität.